# Alles Licht, das wir nicht sehen
Alles Licht, das wir nicht sehen (engl. Original-Titel: All the Light We Cannot See) ist ein Roman des amerikanischen Autors Anthony Doerr, der am 6. Mai 2014 im Scribner Verlag veröffentlicht wurde. Die deutsche Übersetzung erschien 2014 im Verlag C. H. Beck. Das Buch gewann 2015 den Pulitzer-Preis für Belletristik und im selben Jahr die Andrew Carnegie Medal for Excellence in Fiction und einen Dayton Literary Peace Prize.

## Handlung
Der Roman des amerikanischen Autors Anthony Doerr erzählt die Geschichte eines blinden französischen Mädchens und eines deutschen Jungen, deren Wege sich im Treiben des Zweiten Weltkriegs kreuzen. Die Haupthandlung spielt im August 1944 in der von den Amerikanern belagerten nordfranzösischen Stadt Saint-Malo. In regelmäßigen Rückblenden wird die Geschichte der beiden Charaktere gezeichnet.
Paris, 1934: Marie-Laure LeBlanc ist die Tochter des verwitweten Museumsschlossers des Naturkundemuseums und begleitet ihn häufig zu seiner Arbeit. Marie-Laure leidet als Folge von Grauem Star unter einem schnell fortschreitenden Verlust ihres Augenlichtes und erblindet im Alter von sechs Jahren vollständig. Um ihr Leben zu bereichern, stellt ihr Vater ein maßstabsgetreues Holzmodell ihrer Pariser Nachbarschaft her, das Marie-Laure durch Ertasten auswendig lernt. M. LeBlanc verbringt Stunden damit, seine Tochter zu unterschiedlichen Orten der realen Nachbarschaft zu führen und sie von dort ohne seine Hilfe nach Hause finden zu lassen. Zu ihren Geburtstagen schenkt er ihr stets handgefertigte Geduldsspiel-Schachteln, die nach einer raffinierten Abfolge von Schritten geöffnet werden können. Ihr Vater besorgt ihr Romane in Brailleschrift. Hingerissen ist Marie-Laure insbesondere von den Erzählungen in ihrer Ausgabe von Jules Vernes 20.000 Meilen unter dem Meer.
Im Pariser Museum geht das Gerücht um, das Haus plane, „Das Meer der Flammen“ auszustellen. Um diesen unermesslich wertvollen blauen Diamanten mit tanzenden „roten Flammen“ in seinem Zentrum rankt sich jedoch eine Legende: Ein Fluch läge auf dem Juwel, wonach jeder Besitzer unsterblich werde, aber seine Geliebten nicht endendes Unglück erführen.
Zeitgleich in Deutschland: Werner Hausner (im Original Werner Pfennig) wächst mit seiner Schwester in einem Waisenhaus auf dem Gelände der Zeche Zollverein auf. Die Leiterin Frau Elena, eine protestantische Nonne aus dem Elsass, bringt den Kindern mit Volksliedern und Geschichten Französisch bei. Werner findet ein defektes Kurzwellenradio, das er reparieren kann, und entdeckt dabei sein Talent für elektrische Schaltungen. Werner und seine Schwester hören eine Vielzahl an Radioprogrammen, begeistern sich aber besonders für eine Wissenschaftssendung, die regelmäßig aus Frankreich gesendet wird und speziell für Kinder konzipiert ist.
Mit dem Einmarsch Deutschlands in Frankreich begeben sich Marie-Laure und ihr Vater 1940 von Paris nach Saint-Malo, um bei ihrem Großonkel Etienne Zuflucht zu finden. Etienne, der an einer Kriegsneurose aus dem Ersten Weltkrieg leidet, verbringt sein Leben zurückgezogen und verlässt nie sein Haus. Er zeigt Marie-Laure eine unter dem Dach versteckte Radiostation, mit der er und sein Bruder Henri die Kindersendung, die Werner und Jutta gerne hörten, in den Äther sandten. Unbekannt für Marie-Laure wurde ihrem Vater „Das Meer der Flammen“ oder eine von drei exakten Kopien anvertraut. Ihm und drei weiteren Vertrauten wurde je einer der Juwelen gegeben, um sie vor den Deutschen zu beschützen. Der Träger wurde darüber im Unwissen gelassen, ob er den wahren Diamanten oder eine wertlose Kopie mit sich trägt. Marie-Laures Vater verbirgt seinen Diamanten in einer hölzernen Miniatur von Etiennes Haus, das Teil eines Modells der Stadt Saint-Malo ist, das er für Marie-Laure anfertigt.
Der Vater wird von den Deutschen festgenommen, nachdem er beim Vermessen und Zeichnen der Stadt beobachtet wurde. Unter dem Verdacht auf Spionage wird er in einem Gefangenenlager festgehalten und seine Tochter bleibt alleine bei Etienne und seiner Haushälterin Madame Manec.
Reinhold von Rumpel, ein arischer Fachmann für Edelsteine, der konfiszierte Juwelen auf ihren Wert beurteilt, wird auf „Das Meer der Flammen“ angesetzt. Der an einem malignen Tumor Leidende wird von der Legende über die Unsterblichkeit befeuert und kann den Aufbewahrungsort aller vier Juwelen ausfindig machen. Nachdem er drei Kopien identifiziert hat, begibt er sich nach Saint-Malo, wo er den wahren Diamanten vermutet.
In der Zwischenzeit engagiert sich Madame Manec mit weiteren Nachbarinnen in der Résistance. Als sie erkrankt und später stirbt, übernimmt Marie-Laure einen täglichen Gang zur Bäckerei, wo sie ein Brot erhält, in dem Botschaften versteckt sind. Etienne reaktiviert seinen Radiosender und sendet die erhaltenen Informationen.
Werners technische Begabung verschafft ihm einen Platz in einem nationalsozialistischen Begabtenprogramm. Er durchsteht die Drangsalierungen und den militärischen Drill an der Nationalpolitischen Erziehungsanstalt in Schulpforta. Einer seiner Lehrer, Professor Hauptmann, ist von Werners überdurchschnittlichen akademischen Leistungen erfreut und fördert ihn zusätzlich neben dem Unterricht. Werner hilft ihm bei der Entwicklung eines Systems zur Lokalisation illegaler Radiostationen. Hauptmann fädelt Werners Versetzung zur Wehrmacht ein, wo er hilft, illegale Partisanensender aufzuspüren. In Wien macht er einen Fehler bei der Identifizierung einer Radioantenne, was zur Tötung eines jungen Mädchens führt und ihn einmal mehr an seinem Tun zweifeln lässt.
Im August 1944 kreuzen sich Marie-Laures und Werners Wege. Werner wird für die nächtlichen Übertragungen Etiennes nach Saint-Malo bestellt. Er erkennt, dass Etienne für die Kindersendungen verantwortlich ist, die er sich früher mit seiner Schwester angehört hat. Werner kann das Haus aufspüren, verheimlicht dies jedoch vor seinen Kameraden. Marie-Laure, die inzwischen den Diamanten in ihrem Holzmodell gefunden hat, versteckt sich vor von Rumpel. Werner gelingt es, sie vor ihm zu retten, und er bringt sie in Sicherheit. In dieser kurzen Zeit der Begegnung empfinden beide eine starke Bindung. Kurz vor ihrem Abschied lässt Marie-Laure das Holzhaus, in dem der Diamant versteckt ist, in einer Grotte unter der Stadtmauer in die Flut des Ozeans gleiten. Werner, immer noch erkrankt, wird von Résistance-Kämpfern aufgegriffen und an amerikanische Beamte übergeben. Auf dem Weg der Genesung tritt er nachts auf eine Landmine, die ihn tötet.
1974, 30 Jahre später, erhält Jutta Informationen über Werners Tod. Ihr wird das Holzmodell des Hauses übergeben, das bei Werner gefunden wurde. Jutta reist mit ihrem Sohn Max nach Frankreich und trifft sich mit Marie-Laure, die nun als Wissenschaftlerin im Naturkundemuseum arbeitet. Marie-Laure muss erfahren, dass das Holzmodell bei Werner war, als er starb, und nun den Schlüssel zur Grotte enthält. Die Geschichte endet im Jahr 2014: Marie-Laure spaziert mit ihrem Enkel durch die Straßen von Paris.

## Rezeption durch die Literaturkritik
Das Buch hat, insbesondere im amerikanischen Raum, zahlreiche Leser und Kritiker begeistert. All the Light We Cannot See (Originaltitel) wurde von der New York Times zu einem der zehn besten Bücher des Jahres 2014 gewählt.

„[…] Magische, märchenhafte Verbindungen sind hier wichtiger als solide Motivationen. Darin liegt vielleicht das Erfolgsrezept: Doerr verbindet die Last der Geschichte mit der Leichtigkeit des Geschichtenerzählens. Zu leicht, wird mancher alte Europäer einwenden.“

“All the Light We Cannot See” is more than a thriller and less than great literature. As such, it is what the English would call “a good read.” Maybe Doerr could write great literature if he really tried. I would be happy if he did.

„"Alles Licht, das wir nicht sehen" ist mehr als ein Thriller und weniger als große Literatur. Damit ist es das, was der Engländer "unterhaltsame Lektüre" nennen würde. Vielleicht könnte Doerr große Literatur schreiben, wenn er das wirklich versuchen würde. Ich würde mich freuen, wenn er es täte.“

## Verfilmung
Der Roman wurde als Dramaserie Alles Licht, das wir nicht sehen von Steven Knight für den Streamingdienst Netflix verfilmt. Gedreht wurde die Serie zwischen März und Juli 2022 in Budapest, Berlin, Saint-Malo und Villefranche-de-Rouergue. Die für Netflix produzierte Verfilmung des gleichnamigen Romans hat vier Folgen, bei der Shawn Levy Regie führte. Die Miniserie wurde am 2. November 2023 veröffentlicht.